# Aubrey Edwards
Brittany Aubert (Seattle, Washington; 9 de marzo de 1987), más conocida por su nombre artístico Aubrey Edwards, es una desarrolladora de videojuegos y árbitro profesional de la lucha libre que actualmente trabaja con All Elite Wrestling. También es la coordinadora de proyectos de la promoción y la copresentadora de AEW Unrestricted con Tony Schiavone.

## Carrera

### Industria de los videojuegos
Edwards tiene formación en ingeniería de software y ciencias de la computación, habiendo trabajado previamente en la industria de los videojuegos como productora. Edwards fue empleada anteriormente por 5th Cell, donde trabajó en la serie de videojuegos Scribblenauts durante más de seis años. Comenzó como programadora de herramientas para el título inaugural de la serie y finalmente se convirtió en productora principal del título de lanzamiento de Wii U, Scribblenauts Unlimited.
También ha participado en el desarrollo de videojuegos de lucha libre inspirados en la promoción All Elite Wrestling.

### Lucha libre profesional
Se convirtió en un meme en el mundo de la lucha libre por aparecer en la WWE como "Daniel Bryan Crying Girl", lo que posteriormente la llevó a recibir ofertas para unirse al negocio de la lucha libre.
En agosto de 2019, Edwards luchó en un combate para la promoción independiente con sede en Seattle 3-2-1 BATTLE!, actuando bajo el nombre en el ring de "Gearl Hebner", haciendo un homenaje al árbitro de lucha Earl Hebner. Hizo equipo con Dexter Beckett en una derrota contra la Legión de la Bruma.

#### All Elite Wrestling (2019-presente)
En agosto de 2019, Edwards hizo historia en el All Out de All Elite Wrestling (AEW) al convertirse en la primera mujer en arbitrar un combate de campeonato mundial de lucha libre profesional en un espectáculo de pago por visión. Firmó con AEW el 1 de septiembre de 2019, convirtiéndose en la primera mujer árbitro a tiempo completo de la promoción.

## Vida personal
Antes de convertirse en árbitro profesional de la lucha libre, practicó ballet clásico durante 21 años.